# Jaime Castrillón
Jaime Alberto Castrillón Vásquez (Puerto Nare, 5 april 1983) is een Colombiaans voetballer die bij voorkeur als middenvelder speelt. Hij verruilde in november 2014 Colorado Rapids voor Jacksonville Armada.

## Clubcarrière
Castrillón begon zijn carrière bij het Colombiaans Independiente Medellín. Met de club werd hij in 2002 en 2004 kampioen van Colombia. In 2009 werd hij verhuurd aan het Chinese Nanchang Bayi. In 2010 keerde hij terug naar Colombia en werd hij uitgeleend aan Once Caldas. Ook met die club wist hij het Colombiaanse kampioenschap binnen te slepen. In 2011 keerde hij terug naar Independiente Medellín waar hij nog een jaartje speelde voordat hij op 25 januari 2012 bij het Amerikaanse Colorado Rapids tekende. Op 11 maart 2012 maakte hij zijn debuut voor Colorado tegen Columbus Crew. Op 18 maart, zeven dagen na zijn debuut, scoorde hij tegen Philadelphia Union zijn eerste doelpunt voor Colorado. Op 4 december 2013 werd Castrillón van zijn contract bij Colorado ontbonden. Op 18 november 2014 tekende hij bij Jacksonville Armada, dat in 2015 toetrad tot de North American Soccer League.

## Interlandcarrière
Castrillón maakte in 2004 zijn debuut voor Colombia. Hij representeerde Colombia zowel in 2004 als 2007 in de Copa América.